# Adelaide Cabete
Adelaide Cabete, född 1867, död 1935, var en portugisisk kvinnorättsaktivist. Hon var grundaren av den portugisiska kvinnorättsrörelsen, Conselho Nacional das Mulheres Portuguesas, och dess ordförande från 1914 till 1935.

## Biografi
Adelaide Cabete var född under enkla förhållande och gifte sig med den radikala sergeanten Manuel Fernandes Cabete, som uppmuntrade henne att studera. Hon gick ut grundskolan 1889, gymnasiet 1894 och tog examen som kirurg år 1900, och var därefter verksam som förlossningsläkare och gynekolog. Paret bodde från 1895 i Lissabon.
Maken deltog som republikan i den portugisiska revolutionen 1910, och hon grundade Liga Republicana das Mulheres, republikanska kvinnoföreningen. År 1912 engagerade hon sig i frågan om kvinnlig rösträtt, och 1914 grundade hon Conselho Nacional das Mulheres Portuguesas, Portugals första kvinnorättsrörelse. Hon var professor vid Instituto de Odivelas och verksam i den offentliga debatten genom sina artiklar för kvinnofrågor.
Cabete representerade från 1913 och framåt Portugal vid flera internationella kvinnokonferenser, såsom vid den internationella kvinnokonferensen i Rom 1923, 9th Conference of the International Woman Suffrage Alliance, ibland som regeringens officiella representant. Adelaide Cabete beskrivs som snäll och kärleksfull: hon försvarade utsatta kvinnor och barn, även prostituerade, men kritiserade också 1920-talets mode med korta kjolar. År 1933 blev hon en av de första kvinnor i Portugal som kunde använda den då mycket begränsade rösträtten för kvinnor. Hon ogillade den diktatur som infördes 1934.
Adelaide Cabete var sedan 1907 medlem i frimurarnas kvinnliga gren.

### Allmänna källor
1. 1 2 3  WeChangEd, läs online.[källa från Wikidata]
2. ↑  Find A Grave-ID: 182458873.[källa från Wikidata]